# Zugdidi
Zugdidi (en georgiano: ზუგდიდი; en megreliano: ზუგიდი, romanizado: Zuguidi) es una ciudad de Georgia ubicada en el centro de la región de Mingrelia-Alta Esvanetia, siendo la capital de la región y del municipio homónimo. Está situada a 318 kilómetros al oeste de Tbilisi, a 30 kilómetros de la costa del Mar Negro y a 30 kilómetros de la cordillera de Egrisi. Es la sexta ciudad más poblada de Georgia y sirve como residencia del metropolitano de la eparquía de Zugdidi y Tsaishi, dentro de la Iglesia Ortodoxa de Georgia.

## Toponimia
El nombre Zugdidi (en georgiano: ზუგდიდი) aparece por primera vez en el siglo XVII. Literalmente significa "colina grande" en lengua mingreliana (de ზუგუ, zugu, 'colina'; დიდი, didi 'grande'). Una versión alternativa del nombre registrado en fuentes antiguas es Zubdidi (en georgiano: ზუბდიდი) con el mismo significado en mingreliano. El nombre de la ciudad se debe a un cerro situado en la parte este de la ciudad, donde aún se pueden ver algunos pequeños restos de una antigua fortaleza. 
Los residentes locales georgianos (mingrelianos) de las provincias históricas de Mingrelia y Abjasia también usan Zuguidi (en megreliano: ზუგიდი), que es una forma abreviada. 

## Geografía
La ciudad de Zugdidi está ubicada a 318 kilómetros al oeste de Tiflis, a 30 km de la costa del mar Negro y a 30 km de la cordillera de Egrisi.

### Clima
Zugdidi tiene un clima subtropical húmedo bajo la clasificación climática de Köppen.
| Parámetros climáticos promedio de Zugdidi (1981–2010) | Parámetros climáticos promedio de Zugdidi (1981–2010) | Parámetros climáticos promedio de Zugdidi (1981–2010) | Parámetros climáticos promedio de Zugdidi (1981–2010) | Parámetros climáticos promedio de Zugdidi (1981–2010) | Parámetros climáticos promedio de Zugdidi (1981–2010) | Parámetros climáticos promedio de Zugdidi (1981–2010) | Parámetros climáticos promedio de Zugdidi (1981–2010) | Parámetros climáticos promedio de Zugdidi (1981–2010) | Parámetros climáticos promedio de Zugdidi (1981–2010) | Parámetros climáticos promedio de Zugdidi (1981–2010) | Parámetros climáticos promedio de Zugdidi (1981–2010) | Parámetros climáticos promedio de Zugdidi (1981–2010) | Parámetros climáticos promedio de Zugdidi (1981–2010) |
| Mes                                                   | Ene.                                                  | Feb.                                                  | Mar.                                                  | Abr.                                                  | May.                                                  | Jun.                                                  | Jul.                                                  | Ago.                                                  | Sep.                                                  | Oct.                                                  | Nov.                                                  | Dic.                                                  | Anual                                                 |
| ----------------------------------------------------- | ----------------------------------------------------- | ----------------------------------------------------- | ----------------------------------------------------- | ----------------------------------------------------- | ----------------------------------------------------- | ----------------------------------------------------- | ----------------------------------------------------- | ----------------------------------------------------- | ----------------------------------------------------- | ----------------------------------------------------- | ----------------------------------------------------- | ----------------------------------------------------- | ----------------------------------------------------- |
| Temp. máx. abs. (°C)                                  | 22.2                                                  | 24.1                                                  | 30.9                                                  | 36.1                                                  | 38.2                                                  | 38.2                                                  | 42.4                                                  | 39.2                                                  | 40.4                                                  | 35.6                                                  | 29.7                                                  | 26.4                                                  | 42.4                                                  |
| Temp. máx. media (°C)                                 | 10.2                                                  | 11.1                                                  | 14.8                                                  | 19.8                                                  | 23.3                                                  | 26.4                                                  | 28.1                                                  | 28.9                                                  | 26.4                                                  | 22.2                                                  | 16.4                                                  | 12.7                                                  | 20.0                                                  |
| Temp. media (°C)                                      | 5.1                                                   | 5.7                                                   | 8.7                                                   | 13.1                                                  | 16.8                                                  | 20.7                                                  | 23.1                                                  | 23.5                                                  | 20.1                                                  | 15.6                                                  | 10.4                                                  | 7.1                                                   | 14.2                                                  |
| Temp. mín. media (°C)                                 | 1.4                                                   | 1.6                                                   | 4.2                                                   | 8.2                                                   | 12.1                                                  | 16.3                                                  | 19.3                                                  | 19.3                                                  | 15.3                                                  | 10.7                                                  | 6.1                                                   | 3.1                                                   | 9.8                                                   |
| Temp. mín. abs. (°C)                                  | -10.0                                                 | -10.9                                                 | -10.7                                                 | -2.2                                                  | 1.5                                                   | 8.0                                                   | 12.1                                                  | 10.1                                                  | 5.8                                                   | 0.0                                                   | -2.2                                                  | -7.6                                                  | -10.9                                                 |
| Precipitación total (mm)                              | 151.3                                                 | 139.7                                                 | 163.1                                                 | 126.3                                                 | 153.7                                                 | 220.7                                                 | 178.9                                                 | 159.3                                                 | 139.5                                                 | 186.0                                                 | 169.4                                                 | 144.3                                                 | 1951.8                                                |
| Fuente: World Meteorological Organization             |                                                       |                                                       |                                                       |                                                       |                                                       |                                                       |                                                       |                                                       |                                                       |                                                       |                                                       |                                                       |                                                       |

## Historia
Entre los siglos XVII y XIX, Zugdidi fue uno de los importantes centros políticos y culturales de Mingrelia y de toda Georgia. Mamuka Tavakalashvili reescribió aquí un famoso poema épico medieval georgiano, El caballero en la piel de tigre, como miembro de la corte del príncipe León II Dadiani en 1646.
Zugdidi fue la capital del principado de Mingrelia (Odishi) hasta 1867, cuando el principado fue abolido por el Imperio ruso. Después, Zugdidi fue un centro administrativo del uyezd de Zugdidi como parte de la gobernación de Kutaisi hasta 1918. Durante la guerra de Crimea (1853-1856), las fuerzas otomanas con Omar Pashá tomaron Zugdidi en 1855. Entre final de 1855 y principios de 1856, la ciudad fue liberada por la milicia mingreliana comandada por el general-príncipe Grigol Dadiani. Sin embargo, por orden de Iskender Pashá, los otomanos saquearon, quemaron y destruyeron toda la ciudad, especialmente los palacios y el jardín botánico.
En el breve periodo de independencia se convirtió en parte de la República Democrática de Georgia. Desde 1930, se estableció como el centro del raión de Zugdidi de la República Socialista Soviética de Georgia y luego, desde 1991, de la Georgia independiente. En tiempos soviéticos la economía de la ciudad se basaba en empresas de pulpa de papel y porcelana.
Muchos edificios también sufrieron graves daños durante la guerra civil de Georgia 1992-1993, ya que aquí se encontraba la administración del primer presidente de Georgia, Zviad Gamsajurdia, y también el Consejo Supremo de la República de Georgia.

## Demografía
La evolución demográfica de Zugdidi entre 1886 y 2014 fue la siguiente:
| 1078                                            | 3407 | 4000 | 4525 | 5577 | 15 062 | 31 081 | 39 896 | 45 170 | 50 022 | 68 535 | 42 998 |
| (Fuente: Population of Georgia in Soviet times) |      |      |      |      |        |        |        |        |        |        |        |

Históricamente, Zugdidi ha sido conocida como una ciudad claramente georgiana, con una gran mayoría de mingrelianos. Según el censo estatal de 2002, el 98,97 % de su población total (166 039 de 167 760) eran de etnia georgiana, tanto para la ciudad como para el municipio.
|                   | 1939      | 1939       | 1959      | 1959       | 2014      | 2014       |
| Grupo étnico      | Población | Porcentaje | Población | Porcentaje | Población | Porcentaje |
| ----------------- | --------- | ---------- | --------- | ---------- | --------- | ---------- |
| Georgianos        | 10 703    | 77,1 %     | 24 418    | 78,6 %     | 42 739    | 99,40 %    |
| Rusos             | 3701      | 24,6 %     | 4789      | 15,4 %     | 134       | 0,31 %     |
| Ucranianos        | 3701      | 24,6 %     | 765       | 2,5 %      | 29        | 0,07 %     |
| Asirios           | 29        | 0,2 %      | -         | -          | 11        | 0,02 %     |
| Armenios          | 97        | 0,6 %      | 299       | 1 %        | 10        | 0,02 %     |
| Griegos           | 38        | 0,3 %      | 19        | 0,1 %      | 8         | 0,02 %     |
| Azeríes           | 4         | 0,1 %      | 72        | 0,2 %      | 6         | 0,01 %     |
| Osetios           | 21        | 0,1 %      | 41        | 0,1 %      | 4         | 0,01 %     |
| Judíos            | 74        | 0,5 %      | 71        | 0,2 %      | 1         | 0,01 %     |
| Loms              | -         | -          | -         | -          | 20        | 0,05 %     |
| Abjasios          | -         | -          | -         | -          | 9         | 0,02 %     |
| Alemanes          | 62        | 0,4 %      | -         | -          | -         | -          |
| Lezguinos         | 6         | 0,1 %      | -         | -          | -         | -          |
| Chechenos y kists | 1         | 0,1 %      | -         | -          | -         | -          |
| Kurdos            | 1         | 0,1 %      | 1         | 0,1 %      | -         | -          |
| Total             | 15 062    | 100 %      | 31 081    | 100 %      | 42 998    | 100 %      |

Analizando la información de población, se observa que en la segunda mitad de la década de 1850 la población disminuyó, causado por la breve ocupación otomana. Las décadas de 1950 y 1970 fueron un período importante para el desarrollo de Zugdidi, que afectó el crecimiento de la población. Sin embargo, el crecimiento de los últimos 20 años se debió principalmente al desplazamiento de refugiados tras la Guerra de Abjasia (1992-1993). Como resultado de esto, según el censo estatal de 2002, Zugdidi se convirtió en la quinta ciudad más poblada de Georgia (por delante de Sujumi, Poti y Gori), pero ya en 2014 la población disminuyó y Zugdidi se convirtió en la sexta ciudad más poblada del país.

## Infraestructuras

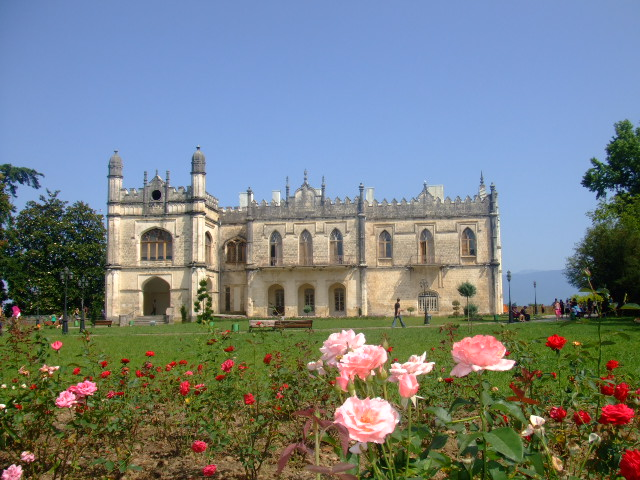
Palacio Dadiani

### Arquitectura, monumentos y lugares de interés
El palacio de Dadiani, construido en el siglo XIX, fue la residencia de la última familia gobernante del principado de Mingrelia, los Dadiani. El complejo palaciego neogótico, considerado uno de los más impresionantes de todo el Cáucaso, incluye el palacio de Catalina Dadiani de Mingrelia; una residencia para su hijo, Nicolás I Dadiani; un monasterio y lo que ahora es el jardín botánico de Zugdidi. Hoy en día el palacio funciona como museo y está abierto a los visitantes, donde se puede ver la colección arqueológica adquirida principalmente en tiempos de David I Dadiani. 
El jardín botánico de Zugdidi se creó en el siglo XIX para David I Dadiani, príncipe de Mingrelia, y para su mujer, la reina Catalina, cerca de los palacios residenciales. Actualmente, el jardín es una rama del Jardín Botánico Central de Tiflis y es administrado por la Academia de Ciencias de Georgia. El jardín cubre 26 hectáreas y tiene más de ochenta géneros de plantas exóticas introducidas desde el sureste de Asia, India, Japón, el Mediterráneo y las Américas.
En la fortaleza de Chakvinji, situada en el municipio de Zugdidi, sobre una montaña a orillas del río Chanistskali, nació David I Dadiani el 26 de enero de 1813.
La catedral de Zugdidi, también conocida como la catedral del icono de la Madre de Dios de Blanquerna, es una de las sedes de la eparquía de Zugdidi y Tsaishi. En ella se guarda una de las reliquias más preciosas de los Dadiani, el icono de la Madre de Dios de Blanquerna, que, según la tradición, salvó a Constantinopla de la invasión de enemigos.

### Educación
Zugdidi es un centro regional de educación y es sede de una universidad, la Universidad Estatal de Enseñanza Shota Mesjia. Esta institución fue fundada en 2007 sobre la base de la facultad en Zugdidi de la Universidad Estatal de Tiflis y otras entidades como el Liceo Profesional Zugdidi o el Colegio Agroeconómico Senaki. La Universidad cuenta con tres facultades: Humanidades, Administración de Empresas y Derecho y Salud.
Además de esto, Zugdidi tiene 13 escuelas públicas y 3 privadas, así como jardines de infancia.
La tradición bibliotecaria en Zugdidi se remonta al reinado de David I Dadiani (1812–1853), quien coleccionó una gran cantidad de libros escritos a mano e impresos. La primera biblioteca pública de Zugdidi se abrió en 1887 y, después de esto, en 1899 se reorganizó una nueva sala de lectura, que se convirtió en biblioteca en 1912.

### Transporte
La ciudad tiene una estación de ferrocarril en el tramo Tiflis-Jvari. Además, por aquí pasan carreteras de la red internacional (Tiflis-Sujumi) y nacionales (Zugdidi-Mestia, Zugdidi-Anaklia).
En Zugdidi hay tres estaciones de autobuses, que la conectan con las principales ciudades de Georgia por autobús.

## Cultura

### Arte
El teatro académico Estatal de Arte Dramático Shalva Dadiani de Zugdidi como institución se fundó en 1932 y en 1959 recibió su nombre actual en honor al famoso novelista y actor georgiano Shalva Dadiani (1874-1959). La primera representación de teatro en 1869 fue la obra Le médecin malgré lui (El médico a palos) de Molière.

### Deporte
El principal equipo de fútbol de la ciudad es el FC Zugdidi, fundado en 1919 y que actualmente juega en la Erovnuli Liga, la primera división en Georgia.

### Fiestas

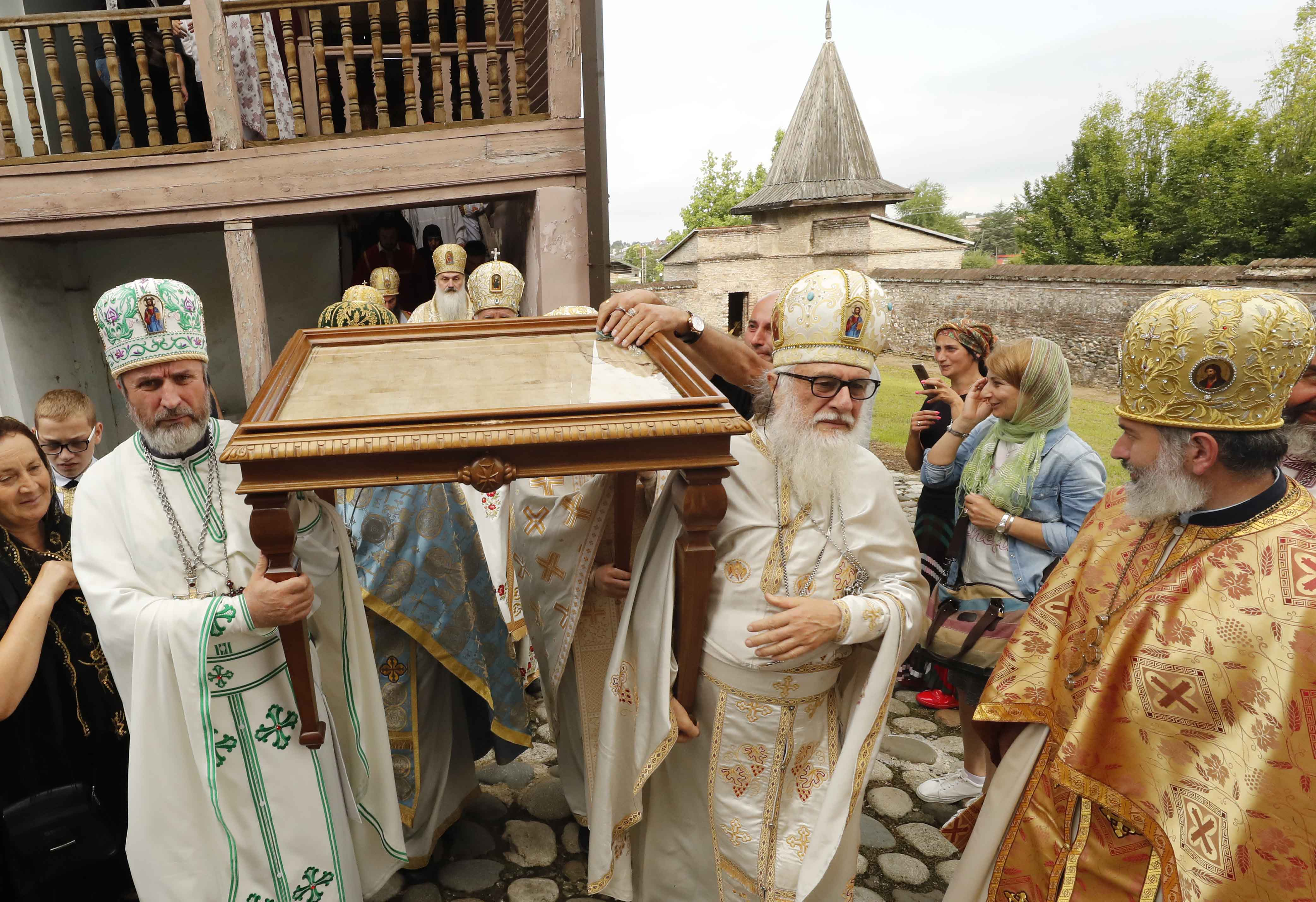
Transporte de la reliquia durante Vlakernoba

El principal evento anual en Zugdidi es Vlakernoba (en georgiano: ვლაქერნობა, lit. 'Día de la Virgen María de Blanquerna'), una fiesta cristiana ortodoxa que se celebra todos los años el 15 de julio. En este día, se retira el icono de la Madre de Dios de Blanquerna del museo del palacio de Catalina Dadiani de Mingrelia, donde se conserva, y se lleva a la Catedral de Zugdidi. Durante la fiesta, miles de fieles de todo el mundo pueden venerar la reliquia al concluir la misa. Vlakernoba se celebra desde la década de 1990.
Zugdidoba (en georgiano: ზუგდიდობა, lit. 'Día de Zugdidi') es una fiesta de recientemente creación en el que ocurren varios eventos culturales, deportivos y educativos en la ciudad. Se desarrolla principalmente en octubre, y está gestionado tanto por el ayuntamiento de Zugdidi como por el Gobierno Municipal de Zugdidi.

## Personas ilustres
- Nicolás I Dadiani (1847-1903): príncipe de Mingrelia.
- Salomé Dadiani (1848-1913): princesa georgiana, la única hermana de Nicolás I Dadiani.
- Andria Dadiani (1850-1910): noble georgiano y ajedrecista.
- Otar Patsatsia (1929-2021): tercer primer ministro de Georgia (1993–1995).
- Nona Gaprindashvili (1941): ajedrecista, sexta campeona mundial de ajedrez femenina (1962-1978), primera gran maestra.
- Otar Gabelia (1953): futbolista retirado, portero del FC Dinamo de Tiflis y de la selección nacional de fútbol de la Unión Soviética.
- Davit Narmania (1979): político perteneciente al Sueño Georgiano, alcalde de Tiflis.
- Bacho Ajalaia (1980): político que fue ministro del Interior de Georgia por el Movimiento Nacional Unido.
- Davit Kiria (1988): kickboxer georgiano que compite en la división de peso ligero.

## Galería

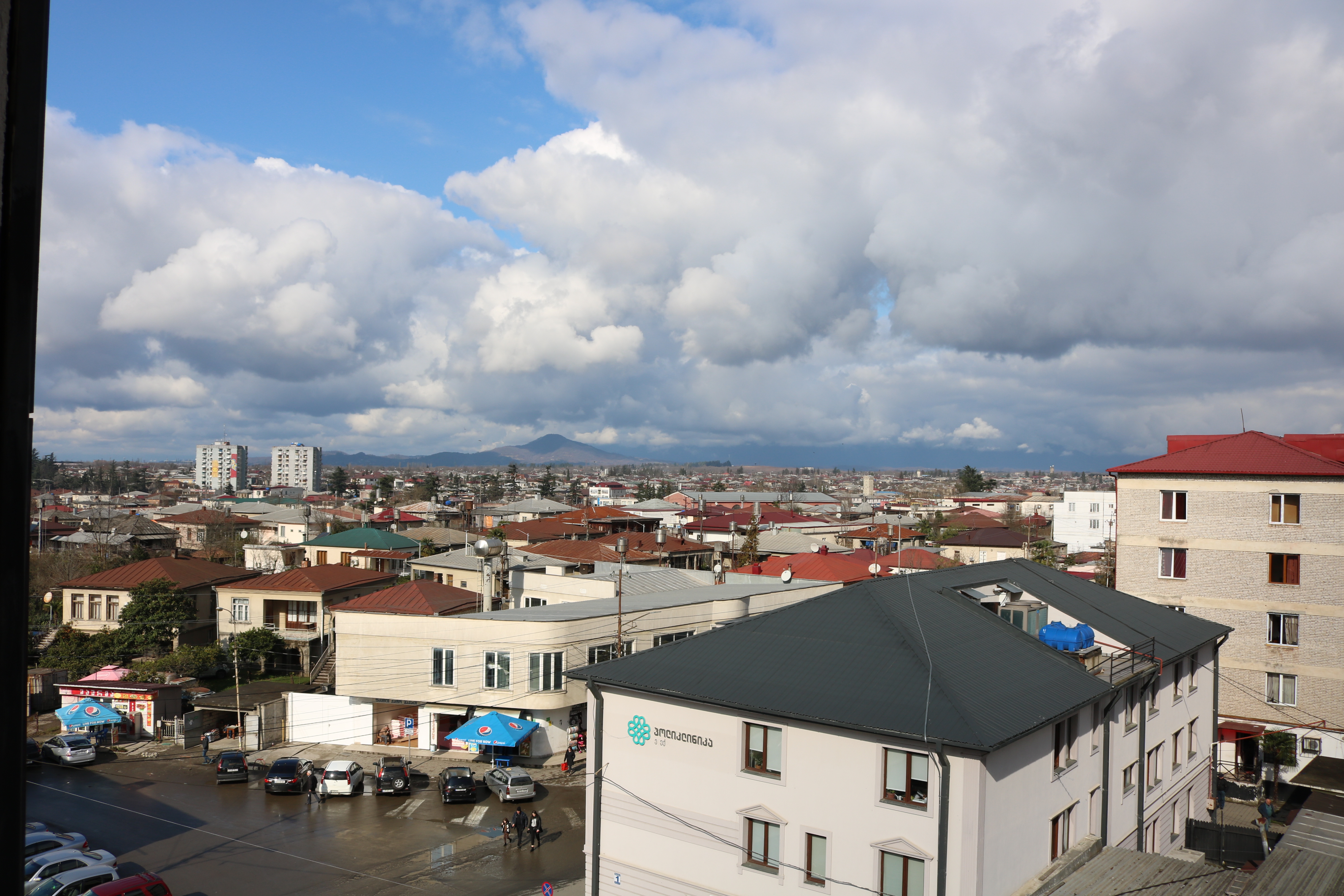
Vista de Zugdidi
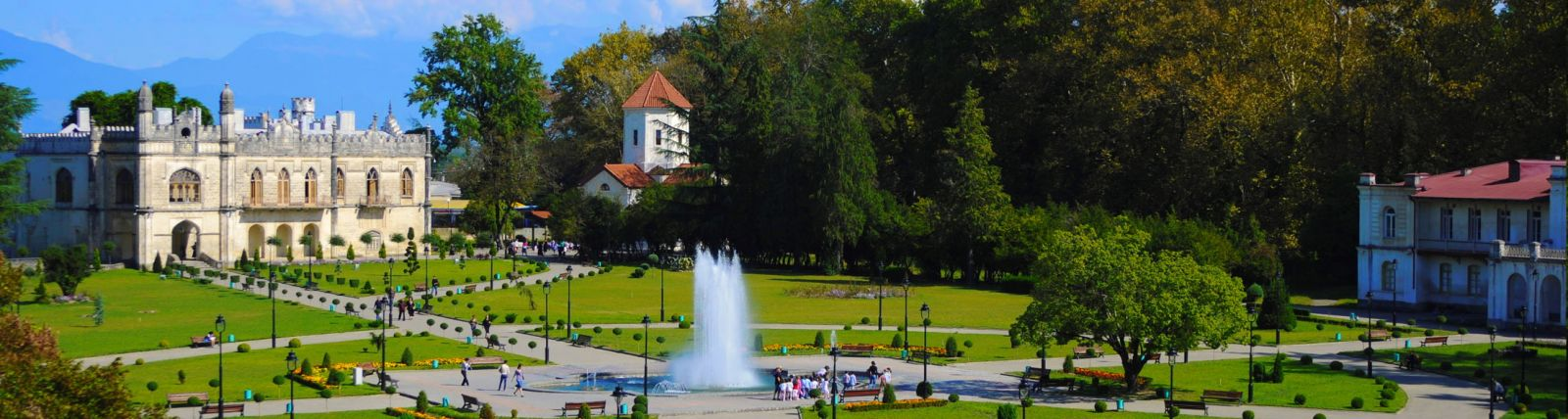
Palacio de Dadiani, sus jardines y la catedral de la Virgen de Blanquerna
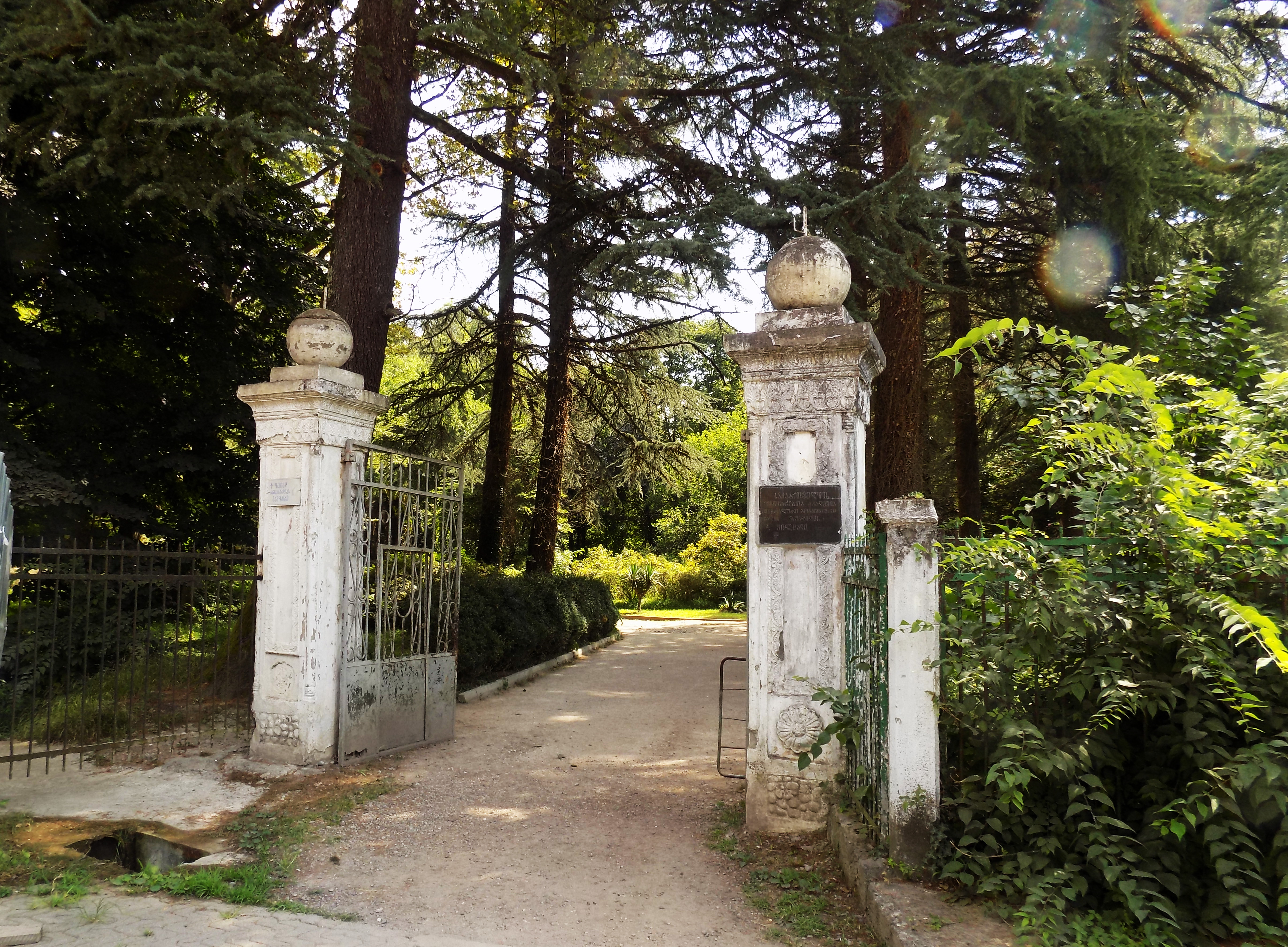
Jardín Botánico de Zugdidi
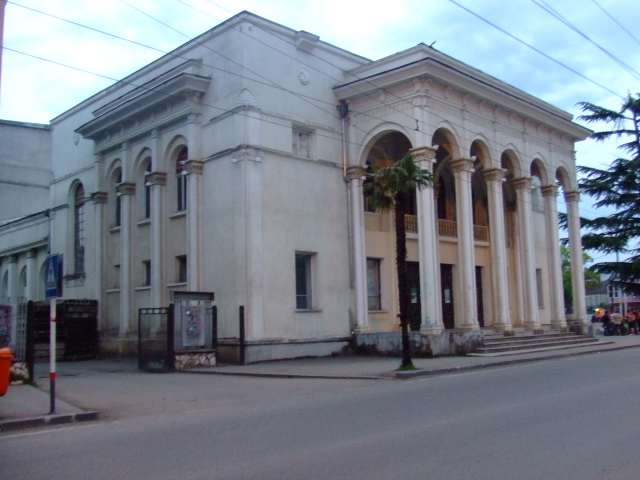
Teatro académico Estatal de Arte Dramático Shalva Dadiani
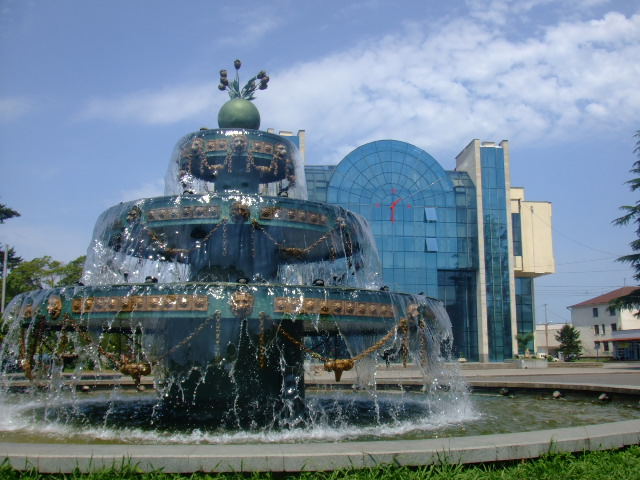
Plaza del ayuntamiento de Zugdidi
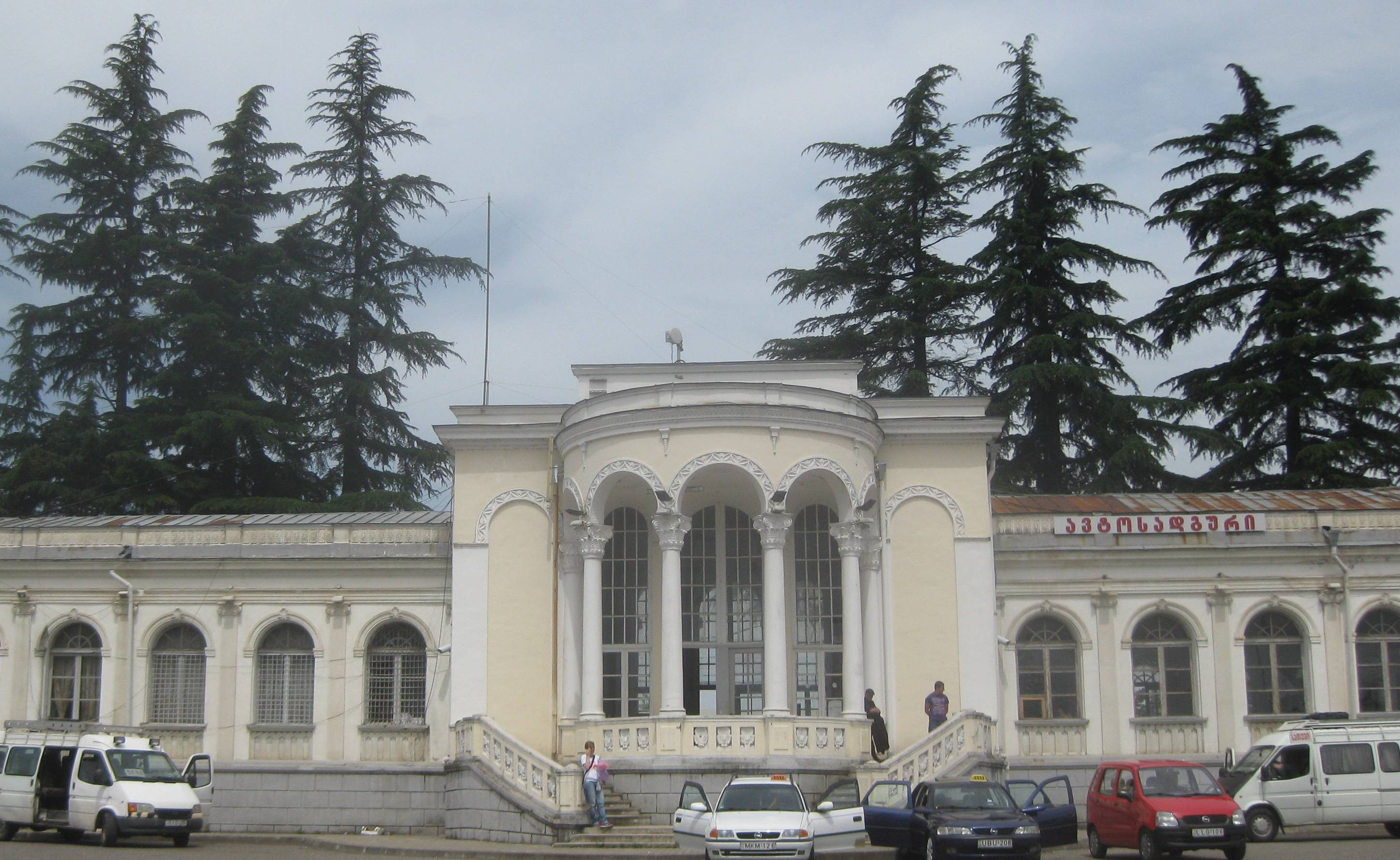
Estación de trenes de Zugdidi

## Ciudades hermanadas
Zugdidi está hermanada con las siguientes ciudades:
- Columbus, Georgia, EEUU.
- Pokrovsk, Ucrania